# Croton thoii
Espèce
Classification APG III (2009)
Croton thoii est une espèce de plantes à fleurs du genre Croton et de la famille des Euphorbiaceae, présente au Viêt Nam.